# Goudvleksteltmot
De goudvleksteltmot (Caloptilia alchimiella) is een vlinder uit de familie Gracillariidae, de mineermotten.
Het diertje heeft een spanwijdte van 10 tot 13 millimeter. De soort is nauwelijks te onderscheiden van de eikensteltmot (Caloptilia robustella), een soort die pas in 1973 als aparte soort is beschreven, en waarvan zowel de larven, als de mijnen, als de volwassen dieren sterk op die van de goudvleksteltmot lijken.

## Waardplanten
De goudvleksteltmot gebruikt eik, tamme kastanje en zelden ook beuk als waardplanten. Aanvankelijk maakt de rups een klein ondiep gangmijntje, dat uitgroeit naar een voldiepe rechthoekige of driehoekige mijn, met de uitwerpselen langs de rand. Als de rups halfwassen is, kruipt hij uit het blad en verbergt zich in een bladrolletje. De soort verpopt aan de onderkant van het blad, de pop overwintert.

## Voorkomen
De soort komt verspreid over Europa en het Nabije Oosten voor.

### Nederland en België
De goudvleksteltmot is in Nederland en in België een algemene soort. De soort vliegt van mei tot augustus.